# 氢化钚
氢化钚是一种非整比化合物，化学式PuH2+x。它是钚的两个氢化物之一，另一个是PuH3。 PuH2是非整比的，组成范围为PuH2 – PuH2.7。还会形成具有过量氢（PuH 2.7–PuH3）的亚稳态化合物。 PuH2有着立方结构。当化学计量比接近PuH2时，它具有银的外观，但是随着氢含量的增加而变黑，此外，颜色变化与电导率的降低有关。
Pu + H2 → PuH2

## 拓展阅读
- 薛卫东, 朱正和, 邹乐西,等. 氢化钚与CO反应体系的耦合效应. 原子与分子物理学报, 2004, 18(2):187-189.